# Eugenópolis
Eugenópolis es un municipio brasileño del estado de Minas Gerais. Su población censada en 2010 era de 10 541 habitantes.

## Formación administrativa
El distrito de San Sebastián de Mata fue creado por la ley provincial n ° 1717 el 5 de diciembre de 1870, subordinado al municipio de Muriaé. El 3 de mayo de 1891, fue elevado al municipio, con el nombre de San Manuel. La denominación actual fue dada en 1943, en homenaje al emancipador, coronel Luís Eugênio Monteiro de Barros. Está formado por cuatro distritos: Eugenópolis, Pinhotiba, Gavião y Queirozes.

## Economía
Es parte del polo de confecciones de Muriaé, un circuito de moda que mueve más de 230 millones de reales al año. Se destaca por la producción de ropa de dormir e infantil. La agricultura y ganadería también tiene gran participación en la economía del municipio, en particular por el cultivo de café.